# Washington Hilton
Le Washington Hilton ou Hilton Washington est un hôtel de luxe appartenant au groupe Hilton. Il se trouve au 1919 Connecticut Avenue, dans le quadrant Northwest de Washington. 
Inauguré en 1965, il est régulièrement utilisé pour les événements du président des États-Unis. L'hôtel est connu pour être le lieu de la tentative d'assassinat de Ronald Reagan le 30 mars 1981. L'hôtel Hilton de Washington accueille également le dîner annuel de l'association des correspondants de la Maison-Blanche.